# Garupe (przystanek kolejowy)
Garupe – przystanek kolejowy w miejscowości Garupe, w gminie Ādaži, na Łotwie. Położony jest na linii Ryga - Skulte.